# Lesotho vid världsmästerskapen i simsport 2024
Lesotho tävlade vid världsmästerskapen i simsport 2024 i Doha i Qatar mellan den 2 och 18 februari 2024. Lesotho hade en trupp på en manlig idrottare.

## Tävlande per sport
Följande är en lista över antalet tävlande per sport.
| Sport   | Herrar | Damer | Totalt |
| ------- | ------ | ----- | ------ |
| Simning | 1      | 0     | 1      |
| Totalt  | 1      | 0     | 1      |

## Simning
Herrar
| Idrottare      | Gren          | Heat  | Heat      | Semifinal        | Semifinal        | Final            | Final            |
| Idrottare      | Gren          | Tid   | Placering | Tid              | Placering        | Tid              | Placering        |
| -------------- | ------------- | ----- | --------- | ---------------- | ---------------- | ---------------- | ---------------- |
| Refiloe Chopho | 50 m frisim   | 29,56 | 112       | Gick inte vidare | Gick inte vidare | Gick inte vidare | Gick inte vidare |
| Refiloe Chopho | 50 m bröstsim | 38,00 | 57        | Gick inte vidare | Gick inte vidare | Gick inte vidare | Gick inte vidare |